# Lino Patruno & His Portobello Jazz Band
Lino Patruno & His Portobello Jazz Band è un album in studio di Lino Patruno, realizzato con l'Orchestra jazz che aveva formato per la trasmissione televisiva Portobello, pubblicato nel 1980 dalla Up, etichetta del gruppo SAAR.
Il disco contiene anche la sigla del programma, la canzone Portobello, ed alcuni standard jazz, ma in una versione riregistrata (l'originale uscì per la Carosello).

## Tracce
LATO A
1. Tortuga
2. Charleston Medley
3. Creole Flower
4. Down by the Riverside
5. Ice cream
6. Tiger Rag

LATO B
1. Portobello
2. Saint Louis Blues
3. Pont Royal
4. When the Saints Go Marchin' In
5. Muskrat Ramble
6. Bourbon Street Parade

## Formazione
- Lino Patruno - banjo, chitarra, canto
- Carlo Bagnoli - sax soprano, baritono
- Sante Palumbo - pianoforte, tastiere
- Paolo Tomelleri - clarinetto
- Pasquale Liguori - batteria
- Lelio Lorenzetti - tromba
- Enos Patracchini - trombone
- Lucio Terzano - contrabbasso
- Carlo Bonomi - pappagallo